# گینگشت
گینگشت (به آلمانی: Gingst) یک شهر در آلمان است که در فرپومرن-روگن واقع شده‌است. گینگشت ۱٬۴۳۲ نفر جمعیت دارد.